# Crytea varicornis
Crytea varicornis là một loài tò vò trong họ Ichneumonidae.